# Bandera de las Islas Salomón
La bandera de las Islas Salomón fue adoptada oficialmente el 18 de noviembre de 1977. Está dividida por una banda de color oro (amarilla) trazada sobre una de sus diagonales. El triángulo superior al asta de la bandera es de color azul y la inferior es verde. En el triángulo azul, cerca del borde más próximo al asta, figuran cinco estrellas blancas de cinco puntas agrupadas. 
El color azul representa al océano que rodea a las islas, el color verde simboliza la tierra, las cinco estrellas representan las cinco islas principales del país y la banda amarilla es el símbolo de la luz del sol.

## Variantes

Pabellón civil de las Islas Salomón
Pabellón gubernamental de las Islas Salomón
Pabellón naval de las Islas Salomón
Pabellón especial (aduanero) de las Islas Salomón

## Banderas históricas

Bandera de las Islas Salomón como parte de la Nueva Guinea Alemana (1886-1893)
Bandera de las Islas Salomón británicas (1893-1906)
Bandera de las Islas Salomón británicas (1906-1942, 1945-1947)
Bandera durante la ocupación japonesa de las Islas Salomón (1942-1945)
Bandera de las Islas Salomón británicas (1947-1956)
Bandera de las Islas Salomón británicas (1956-1966)
Bandera de las Islas Salomón británicas (1966-1977)

- Datos: Q75374
- Multimedia: National flag of the Solomon Islands / Q75374